# Soliers
Soliers é uma comuna francesa na região administrativa da Normandia, no departamento Calvados. Estende-se por uma área de 5,08 km². Em 2010 a comuna tinha 2 074 habitantes (densidade: 408,3 hab./km²).